# Jelte Cornelis Adrianus Marinus van Kluyve
Jelte Cornelis Adrianus Marinus van Kluijve (Zuidhorn, 4 december 1873 - Apeldoorn, 11 december 1962 was een Nederlands burgemeester.
Van Kluyve werd geboren als zoon van Jacob Abraham Willem van Kluijve, hoofdopzichter bij de Staatsspoorwegen, en Wietske Togtema. Hoewel zijn familienaam vaak als Van Kluyve werd geschreven is de officiële spelling Van Kluijve.
Na het doorlopen van verschillende scholen werkte hij als volontair op de secretarie van de gemeente Havelte. Nadat hij als ambtenaar had gewerkt op de gemeentehuizen van 's-Heerenberg en Lichtenvoorde werd hij benoemd tot gemeentesecretaris van Dinxperlo. In 1910 werd hij burgemeester van de gemeente Dinxperlo. Van Kluyve was directeur van de Locaal Spoorweg Maatschappij Dinxperlo - Varsseveld, die de spoorlijn Varsseveld - Dinxperlo aanlegde. Op financieel gebied werkte Van Kluyve als kassier bij de Boerenleenbank en was hij inspecteur van de Coöperatieve Raiffeisenbank in Utrecht. Tevens was hij voorzitter van de Vereniging voor Volkshuisvesting en de vereniging voor Ziekenverpleging.
In 1923 werd Van Kluyve burgemeester van Nijkerk en zou dat blijven tot zijn eervol ontslag in 1938. Tijdens zijn burgemeesterschap werden de wegen verbeterd en kreeg Nijkerk een nieuwe zeesluis. Op zijn initiatief kreeg Nijkerk een nieuwe Eierhal. Verder Ook was hij 24 jaar bestuurslid van de ANWB. Bij zijn 25-jarig ambtsjubileum werd hem de Van Kluyvelantaarn aangeboden. De bijna vijf meter hoge lantaarn kreeg een plaats tegenover zijn woonhuis. In Nijkerk was hij voorzitter van meerdere verenigingen. 
Jelte van Kluyve trouwde in 1900 met Johanna Lucretia Wilhelmina Contant (1869-1961) en kreeg met haar twee zonen. Voor zijn verdiensten werd hij onderscheiden als ridder in de Orde van Oranje-Nassau.